# Ментей Віталій Олександрович
Віталій Олександрович Ментей (нар. 5 серпня 1992, Чернігів, Україна) — український футболіст, півзахисник клубу «Чернігів».

## Життєпис
Народився в Чернігові. Вихованець місцевої «Юності», за яку з 2005 по 2009 рік виступав у ДЮФЛУ. Дорослу футбольну кар'єру розпочав 2010 року в корюківському «Авангарді», який виступав в чемпіонаті Чернігівської області. Навесні 2011 року перейшов в «Єдність-2», де виступав в чемпіонаті Чернігівської області та аматорському чемпіонаті України. На початку 2012 року підписав професіональний контракт з «Єдності». У футболці плисківського клубу дебютував 7 квітня 2012 року в нічийному (0:0) домашньому поєдинку 17-го туру групи А Другої ліги України проти головківського «УкрАгроКому». Віталій вийшов на поле на 90-й хвилині, замінивши Андрія Герасименка. Навесні-влітку 2012 року зіграв 11 матчів у Другій лізі України.
З 2013 по 2020 рік виступав за «Авангард» (Корюківка) в аматорському чемпіонаті України (з перервою в 2016 році, коли Віталій виступав за «Полісся» (Добрянка) в чемпіонаті Чернігівської області). У другій половині серпня 2020 року грав за «Кудрівку» (Ірпінь) в чемпіонаті Київської області.
Наприкінці серпня 2020 року перебрався в «Чернігів». У професіональному футболі дебютував за «городян» 6 вересня 2020 року в переможному (2:0) виїзному поєдинку 1-го туру групи А Другої ліги України проти «Рубікона». Ментей вийшов на поле на 59-й хвилині, замінивши Андрія Макаренка. Першим голом за «Чернігів» відзначився 27 серпня 2021 року на 8-й хвилині програного (1:2) домашнього поєдинку 6-го туру групи А Другої ліги України проти вишгородського «Діназу». Віталій вийшов на поле в стартовому складі та відіграв увесь матч, а на 33-й хвилині отримав жовту картку.

## Досягнення
«Авангард» (Корюківка)
- Чемпіонат Чернігівської області
  -  Чемпіон (1): 2013

- Кубок Чернігівської області
  -  Володар (1): 2013

«Єдність-2» (Плиски)
- Чемпіонат Чернігівської області
  -  Чемпіон (1): 2011